# Exocentrus suturalis
Exocentrus suturalis là một loài bọ cánh cứng trong họ Cerambycidae.